# Teatre romà de Cartagena
El teatre romà de Carthago Nova, actual Cartagena, (Múrcia) va ser descobert l'any 1988 i és un dels més grans de tota la Hispània romana. El teatre va començar a construir-se en temps de l'emperador August. El diàmetre de la càvea és de 87,6 metres, amb una capacitat per a uns 6.000 espectadors.

## Història
El teatre romà va ser construït en temps de l'emperador August. El 44 a. C. la ciutat havia estat elevada al rang de colònia romana, sota el títol de Colònia Vrbs Iulia Nova Carthago (C.V.I.N.C) i, poc després, l'emperador August es va llançar a l'ambiciós pla de romanització i urbanització de la ciutat, que ja comptava amb un gran amfiteatre, d'època republicana. El teatre va ser dedicat a Luci Agripa i Gai Agripa, prínceps i néts d'Octavi August, els noms dels quals apareixen en dues grans llindes de marbre gris situats sobre els accessos oriental i occidental del teatre. Per aquesta raó, se sap que va ser construït entre els anys 5 i 1 a. C.
Es va construir amb diversos materials: calcàries i marbres del Cabezo Gordo (Torre-Pacheco), gresos de les pedreres locals, i, destaquen les columnes realitzades en travertí vermell de Mula, i molt especialment tota l'ornamentació escultòrica del teatre que va ser realitzada en marbre pentèlic blanc procedent de Grècia i molt possible la ciutat per a la construcció del teatre.
Amb la creació de la província romana de la Cartaginense amb capital a la ciutat al segle III, la ciutat va viure una certa recuperació poblacional i econòmica i, sobre el teatre, i aprofitant materials d'aquest, es va construir un mercat columnat la plaça principal del qual, en forma semicircular, fossilitzava l'estructura de l'orquestra. Els capitells, columnes, i fins i tot escultures formaven part dels murs i fonaments de les noves estructures. Per aquesta raó, fins a un 60% del material original amb què va ser construït el teatre es troba en el seu lloc original, encara que desplaçat.
Després de la destrucció de la ciutat pels vàndals el 425, aquest mercat possiblement va quedar molt malmès i en desús. Amb la restauració de l'ordre romà, a càrrec de l'emperador bizantí Justinià I, la refundació de la ciutat com Carthago Spartaria i la seva reconstrucció, sobre les ruïnes del teatre romà es va instal·lar un barri comercial al segle VI
Sobre el barri bizantí i el teatre, es va construir al segle XIII la Catedral de Santa Maria la Vella. Molts dels murs de la catedral contenen restes de diferents èpoques, alguns atribuïbles al teatre